# Табата, Хадзимэ
Хадзимэ Табата (яп. 田畑 端 Табата Хадзимэ) — японский руководитель разработки видеоигр, бывший главный операционный директор и глава студии Luminous Productions; ранее был одним из ведущих сотрудников компании Square Enix. В настоящее время является генеральным директором JP Games.
Табата возглавлял бизнес-подразделение Square Enix 2 и состоял в Комитете Final Fantasy, в котором следил за согласованностью между играми и иным контентом франшизы.
31 октября 2018 года Табата покинул Luminous Productions и Square Enix Group.

## Биография
В средней школе Табата увлёкся исторической ролевой игрой от Koei, после чего у него появилось желание создать собственную игру. Во время обучения на последнем курсе университета он отправил резюме в несколько компаний из различных индустрий — теле-, кино- и игровой. До зачисления в штаб Square Enix Табата работал в нескольких игровых компаниях, где, по его словам, получил полезный опыт для создания экшн-игр, аркадных игр и ролевых игр.

### Square Enix
На волне неблагоприятных последствий землетрясения в Тохоку в 2011 году, а также принимая во внимание большое количество писем от фанатов серии Final Fantasy в преддверии выхода игры Type-0 (2011), руководство компании поручило Табате создать нечто особенное для поднятия морального духа фанатов и пострадавших от катастрофы японцев.
В декабре 2013 года Табата возглавил разработку Final Fantasy XV (2016), заменив на этом посту своего коллегу Тэцую Номуру, о чём Square Enix объявила в сентябре следующего года. Ранее Табата был со-руководителем проекта. Табата уделял большое количество времени разработке Final Fantasy XV, из-за чего, по его словам, нередко спал только три часа в сутки. Ранее Табата участвовал в создании игр для портативных устройств, отчего был взволнован возможностью поработать над игрой для консолей.
Табата продюсеривал разработку загружаемого контента к Final Fantasy XV Вместе с сотрудниками Square Enix Business Division 2 они также работали над новым проектом для консолей следующего поколения. Разработка этого проекта началась в 2018 году; ранее над ней работала небольшая команда из 20-30 человек.
В марте 2018 года Табата основал токийскую игровую студию для Square Enix под названием Luminous Productions, к которой присоединились несколько ключевых разработчиков Final Fantasy XV. Табата был главным операционным директором и руководителем Luminous Productions.
31 октября 2018 года Табата покинул Luminous Productions и Square Enix, что компания подтвердили 7 ноября. Вместе с тем руководство отменило разработку 3 из 4 DLC для Final Fantasy XV.

### JP Games, Inc.
После ухода из Square Enix Табата создал собственную компанию JP Games. Разработка первого проекта The Pegasus Dream Tour началась в январе 2019 года; игра создавалась в антураже летних Паралимпийских игр 2020 для iOS и Android и вышла в июне 2021 года.

## Работы
| Год     | Название                                                        | Платформа(ы)                             | Роль                          |
| ------- | --------------------------------------------------------------- | ---------------------------------------- | ----------------------------- |
| 1994    | Captain Tsubasa 5: Hasha no Shōgō Campione                      | Super Nintendo                           | Работа с данными              |
| 1999    | Monster Rancher 2                                               | PlayStation                              | Ивент-менеджер                |
| 1999    | Deception III: Dark Delusion                                    | PlayStation                              | Ивент-менеджер                |
| 2004    | Before Crisis: Final Fantasy VII                                | Мобильный телефон                        | Руководитель, автор концепции |
| 2005    | Last Order: Final Fantasy VII                                   | Аниме                                    | Особая благодарность          |
| 2006    | Monotone                                                        | Мобильный телефон                        | Руководитель                  |
| 2007    | Crisis Core: Final Fantasy VII                                  | PlayStation Portable                     | Руководитель                  |
| 2008-10 | Kingdom Hearts Coded                                            | Мобильный телефон                        | Со-руководитель               |
| 2010    | The 3rd Birthday                                                | PlayStation Portable                     | Руководитель                  |
| 2011    | Final Fantasy Type-0                                            | PlayStation Portable                     | Руководитель, сценарист       |
| 2014    | Final Fantasy Agito                                             | iOS, Android                             | Продюсер                      |
| 2015    | Final Fantasy Type-0 HD                                         | PlayStation 4, Xbox One, Windows         | Продюсер, руководитель        |
| 2015    | Final Fantasy: Brave Exvius                                     | iOS, Android                             | Особая благодарность          |
| 2016    | Кингсглейв: Последняя фантазия XV                               | Фильм                                    | Продюсер                      |
| 2016    | Final Fantasy XV                                                | PlayStation 4, Xbox One                  | Руководитель                  |
| 2017    | Mobius Final Fantasy                                            | iOS, Android, Windows                    | Ивент-менеджер                |
| 2017    | King’s Knight: Wrath of the Dark Dragon                         | iOS, Android                             | Особая благодарность          |
| 2017    | Itadaki Street: Dragon Quest and Final Fantasy 30th Anniversary | PlayStation 4, PlayStation Vita          | Особая благодарность          |
| 2017    | Final Fantasy Dimensions II                                     | iOS, Android                             | Особая благодарность          |
| 2017    | Monster of the Deep: Final Fantasy XV                           | PlayStation 4 (PlayStation VR)           | Продюсер                      |
| 2018    | Dissidia Final Fantasy NT                                       | PlayStation 4                            | Особая благодарность          |
| 2018    | Final Fantasy XV: Pocket Edition                                | iOS, Android, Windows                    | Продюсер                      |
| 2018    | Final Fantasy XV Windows Edition                                | Windows                                  | Продюсер                      |
| 2018    | Final Fantasy XV: Pocket Edition HD                             | PlayStation 4, Xbox One, Nintendo Switch | Продюсер                      |
| 2021    | The Pegasus Dream Tour                                          | iOS, Android                             | Продюсер, руководитель        |